# 奧地利的馬克西米利安·歐根
奧地利的馬克西米利安·歐根（德語：Maximilian Eugen von Österreich，1895年4月13日—1952年1月19日），奧地利末代皇帝卡爾一世的弟弟。

## 家庭
1917年，馬克西米利安·歐根與恩洛厄-希靈斯菲斯特的康拉德的女兒法蘭西絲卡（Franziska）結婚，兩人共有兩個女兒：
1. 斐迪南（1918年—2004年）
2. 海因里希（1925年—2014年）